# Erdungsstange

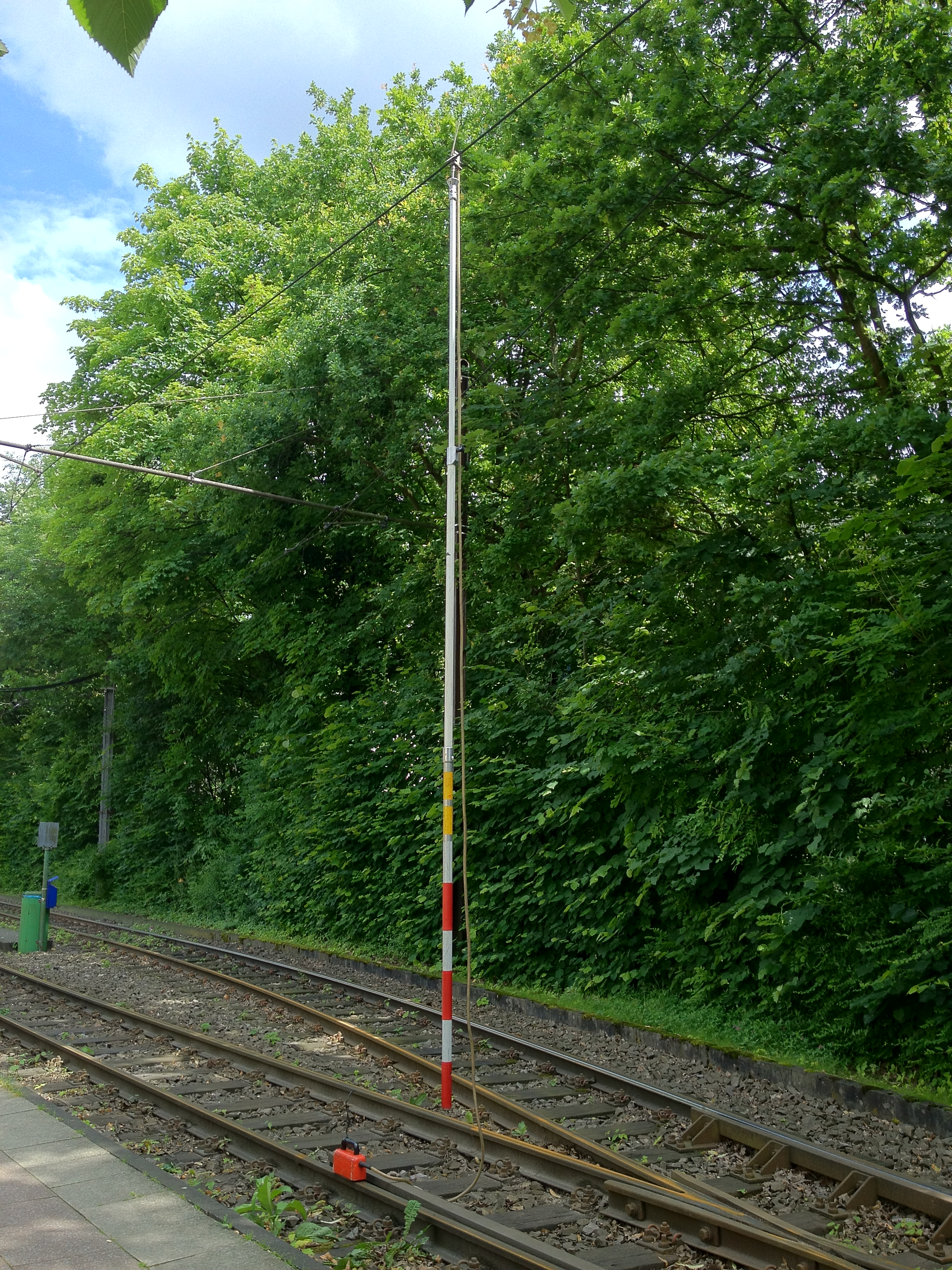
Erdungsstange beim Bahnbetrieb

Eine Erdungsstange, auch Erdungsstab, ist eine isolierende Stange, mit deren Hilfe eine elektrische Anlage von Hand geerdet werden kann.
Je nach System und Einsatzzweck ist am oberen Ende eine Aufnahme für Erden oder ein elektrisch leitfähiger (metallischer) Haken fest angebracht. Mit der Erdungsstange wird im Rahmen von Installations- oder Wartungsarbeiten an freigeschalteten Hochspannungsanlagen ein Kurzschluss eines technisch genutzten elektrischen Leiters, wie beispielsweise einer Freileitung oder Fahrleitung, hergestellt, um Stromunfälle durch elektrische Spannungen zu verhindern.
Die Erdungsstange findet in der elektrischen Energietechnik, wie beispielsweise in Schaltanlagen, Umspannwerken oder in Hochspannungslabors, und im Bahnbereich sowie bei Oberleitungsbussystemen Anwendung.

## Allgemeines

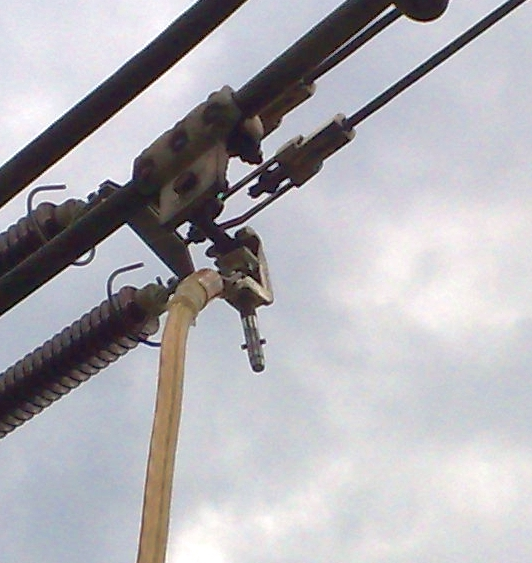
Am Kugelkopf eingehängte Erde auf 110-kV-Freileitung, Erdungsstange abgenommen

Die Erdungsstange ist eine rote oder gelbe, aus glasfaserverstärkten Kunststoff (GFK) oder anderen isolierenden Stoffen bestehende Stange. Je nach Einsatzzweck kann die Stange als Teleskopstange ausgeführt sein oder aus mehreren Einzelteilen zusammensteckbar sein. Sie ist so leichter zu transportieren und vor der Witterung geschützt in Taschen unterzubringen. Durch das Zusammenstecken aus einzelnen Elementen werden Längen von mehreren Metern erreicht. Die Erdungsstange ist dabei auf eine solche Länge zusammenzubauen, dass das zu erdende Anlagenteil erreicht wird und Sicherheitsabstände nicht unterschritten werden. 
Am oberen Ende der Stange befindet sich der Kopf, der zur Aufnahme der Erde dient. Dieser Kopf ist in der Regel so ausgeführt, dass die Erdungsstange entfernt werden kann, wenn die Erde oder Euk eingebaut ist. Gebräuchlich sind dabei Systeme, die nach dem Bajonett-System funktionieren, oder Systeme, die die Erde zunächst durch Federkraft fixieren. Dadurch ist es möglich, mehrere Erden mit nur einer Erdungsstange einzubauen. Die einzubauende Erde wird dabei nach der nötigen Klemme für das zu erdende Anlagenteil (Sammelschiene, Leiterseil, Erdungspunkt) und der nötigen Länge sowie dem nötigen Querschnitt ausgewählt. Die Erde wird zunächst mittels Klemme mit dem Erdpotential verbunden, das andere Ende der Erde wird mittels Erdungsstange am zu erdenden Anlagenteil eingebaut. Durch einen kräftigen Ruck oder eine entsprechende Drehbewegung beim Bajonett-System kann die Erdungsstange entfernt werden.
Im Nieder- und  Mittelspannungsbereich sowie bei der Bahn sind Erdungsstangen in Verwendung, die fest mit dem Erdungskabel verbunden sind. Dabei befindet sich z. B. bei der Bahn am oberen Ende der Erdungsstange eine V-förmige, leitende Einhängevorrichtung. Damit wird die Stange an der elektrischen  Oberleitung eingehängt. Von dort verläuft ein kupfernes Erdungskabel ein Stück weit innerhalb der Stange und tritt – mit einer Isolation ummantelt – oberhalb eines Handschutzes aus der Stange aus. Das Erdungskabel mündet in zwei Klemmen, die vor der Benutzung geerdet werden müssen. Im Eisenbahnbereich werden die Enden an den Schienen befestigt, um so den Erdschluss herzustellen.
Die korrekte Vorgehensweise beim Erden mit Erdungsstangen ist eine angepasste Abfolge wie bei den Fünf Sicherheitsregeln:
1. Freischalten der Freileitung oder Oberleitung bei der Bahn.
2. Gegen Wiedereinschalten sichern: Dies kann durch geeignete Sperrelemente erfolgen.
3. Spannungsfreiheit allpolig feststellen: Dies kann mittels einer entsprechenden Prüfstange und Hochspannungsanzeiger erfolgen.
4. Erdungsstange am unteren Ende mittels Klemmverbindung erden. (Bei der Bahn: Am Schienenfuß befestigen, in einschienig isolierten Abschnitten an der Erdschiene)
5. Erden und kurzschließen. Für Erdungsstangen mit Haken: Die Annäherung an die Freileitung soll mit der Rückseite der Einhängevorrichtung erfolgen. Damit soll sichergestellt werden, dass sich die Erdungsstange bei einem Fehler oder bestehender Aufladung der Leitung durch den dann entstehenden Lichtbogen nicht versehentlich in der Leitung verhängen kann. Erdungsstange um 180 Grad drehen und mit der Einhängevorrichtung in die Leitung einhängen. Erdungsklemme auf dem Leiter festziehen. Soll bei Bahnen das unter der geerdeten Fahrleitung liegende Gleis befahrbar bleiben, dann wird die mit der Erdungsklemme über einen Bajonettverschluss verbundene Erdungsstange gelöst und anschließend das Erdseil profilfrei aufgehängt. In diesem Fall ist es ratsam, auf Höhe eines Stützpunktes zu erden.

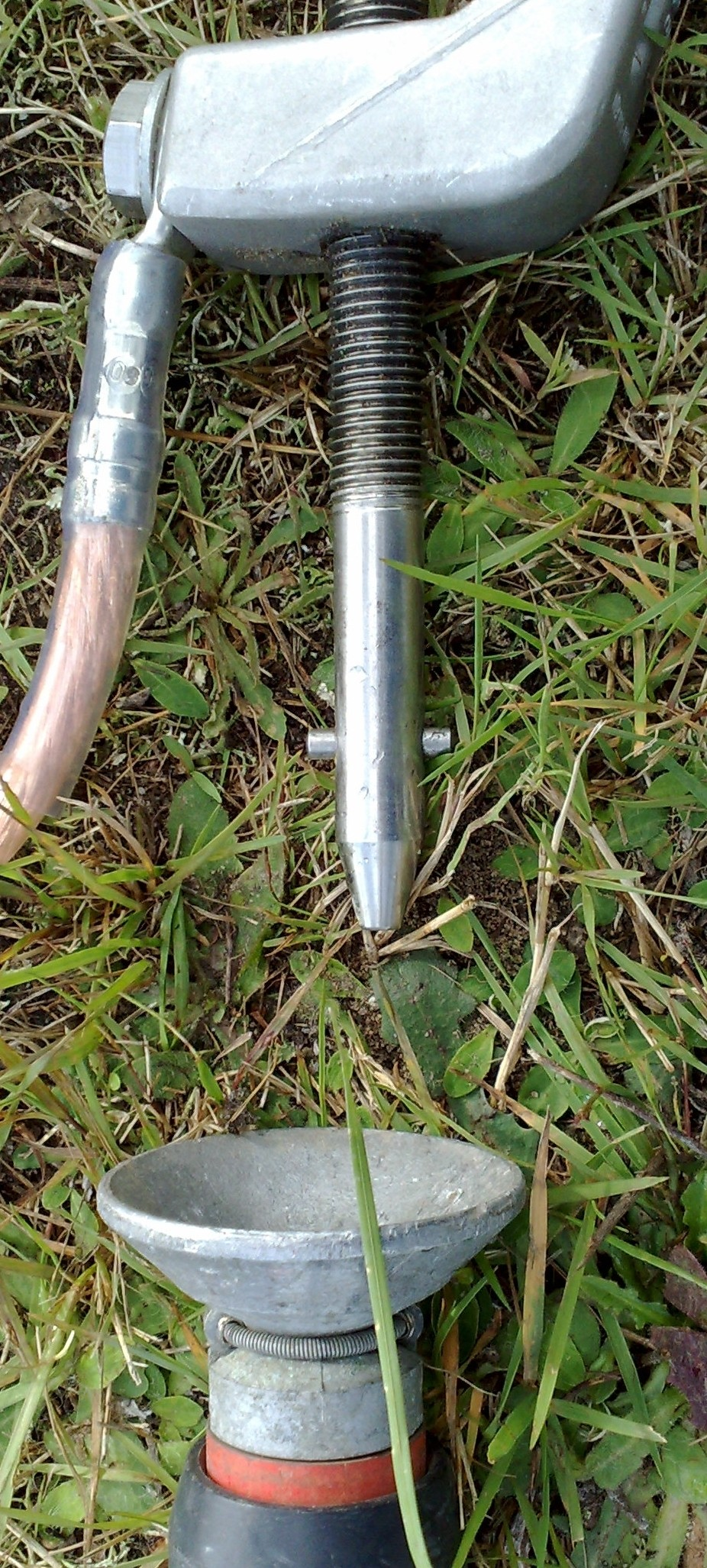
Kopf einer Erdungsstange (unten) mit Erder (oben) und Seilklemme
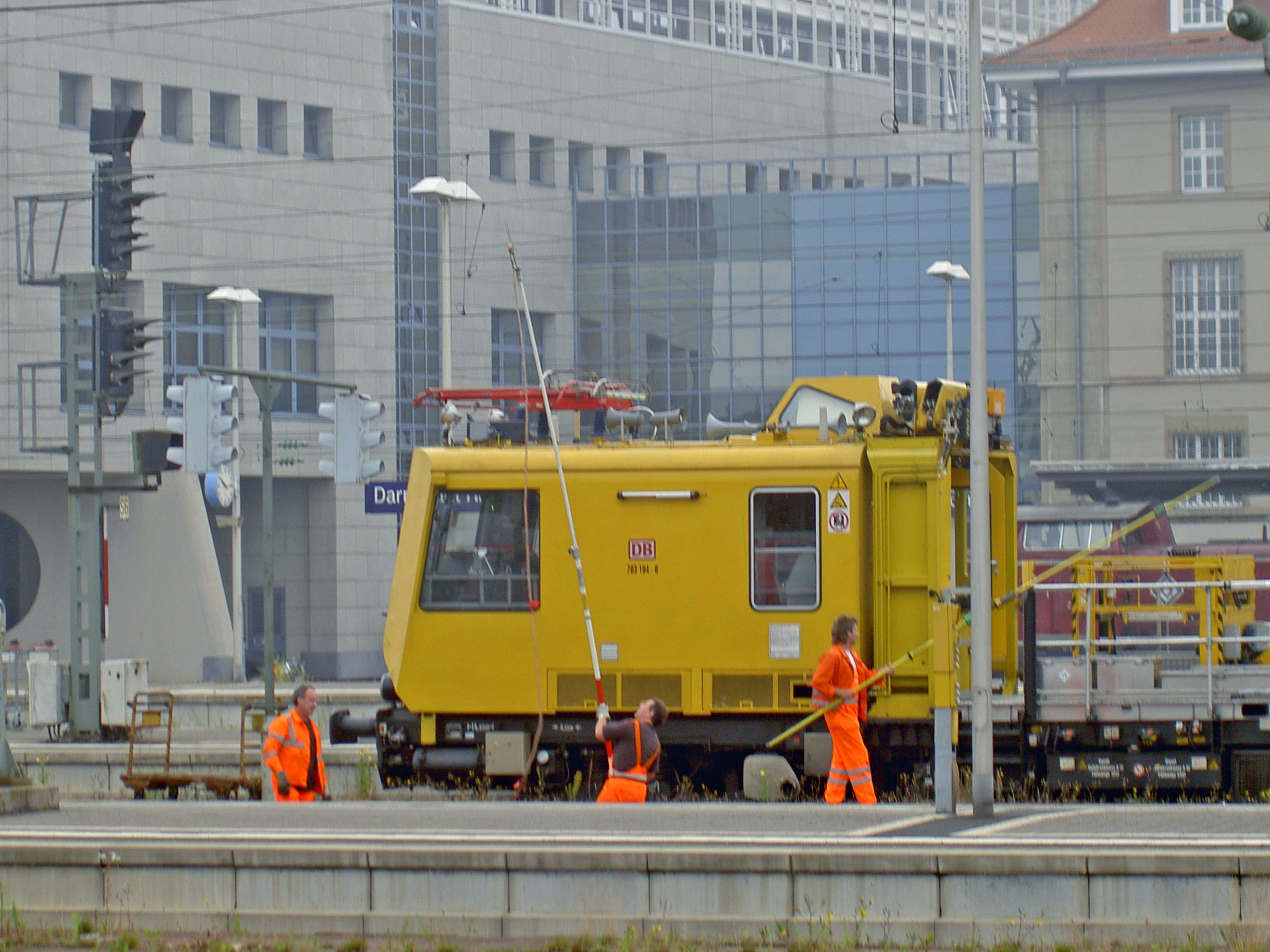
Erdung einer Oberleitung bei der Bahn

## Anwendungen

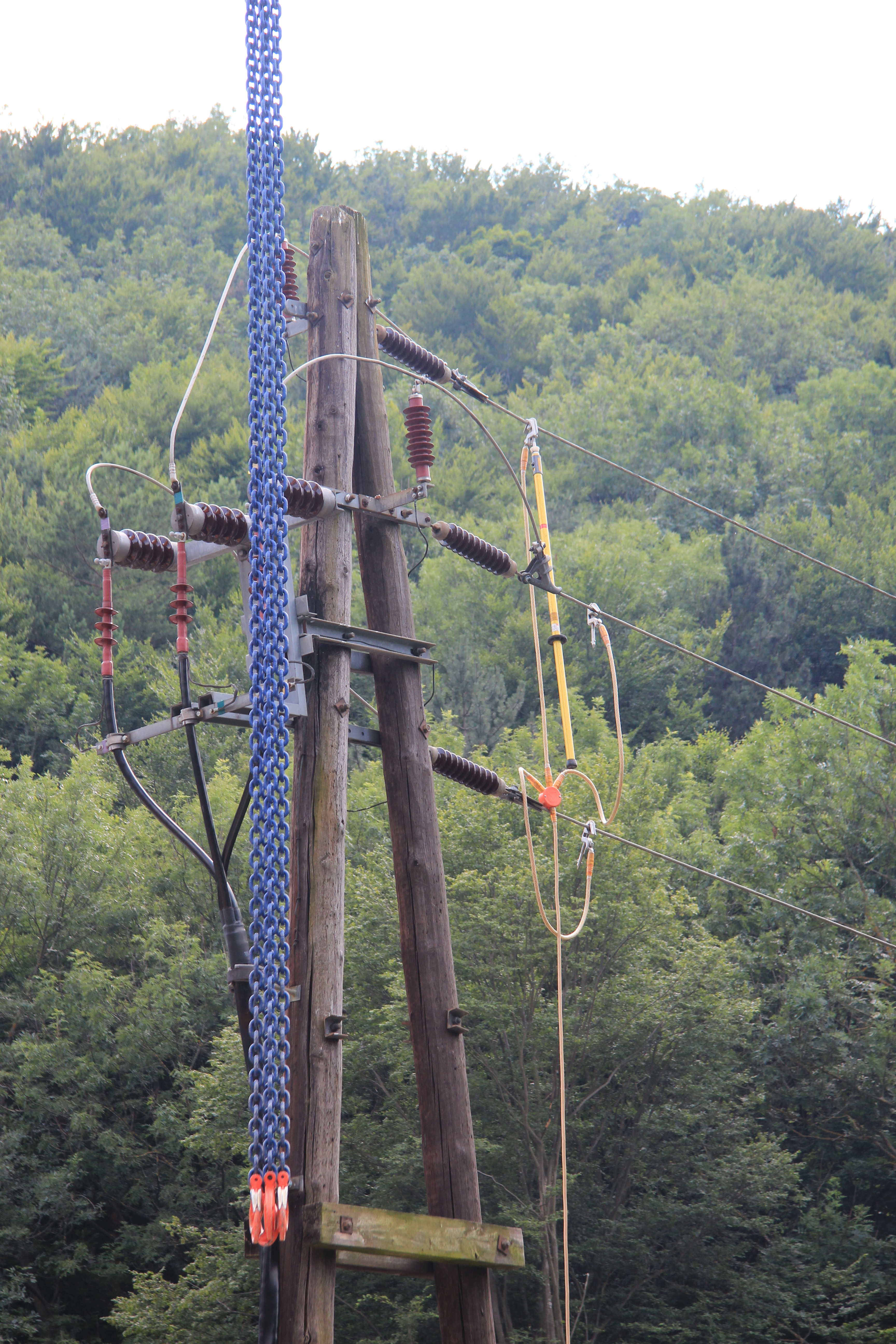
Erdungsstangen an einer Mittelspannungsfreileitung

### Eisenbahn
Im Eisenbahnbetrieb werden Erdungsstangen verwendet, um vorübergehend ausgeschaltete Abschnitte der Fahrleitung – beispielsweise bei Bau- oder Verladearbeiten – spannungslos zu halten. So wird sichergestellt, dass Personen nicht durch eventuell auftretende Kriechspannungen oder gar durch das unbeabsichtigte Einschalten der Fahrleitung gefährdet werden. Damit die Fahrleitung in Störungsfällen rasch geerdet werden kann, sind elektrische Triebfahrzeuge, Baufahrzeuge und Bahnhöfe in der Regel mit Erdungsstangen ausgerüstet.

### Elektrische Energienetze
Im Bereich von Freiluftschaltanlagen, Umspannwerken und Freileitungen dienen Erdungsstangen dazu, bei Arbeiten im Bereich der Arbeitsstelle eine sichere und sichtbare Erdungsverbindung herzustellen. Sie dienen auch dazu, bei abgeschalteten und isolierten Freileitungen bzw. Freileitungsabschnitten im Rahmen der Montage atmosphärische Aufladung infolge der Influenz zu vermeiden.

## Fachliteratur
- Günter Springer (Lektorat): Fachkunde Elektrotechnik. 18. Auflage 1989 Verlag – Europa – Lehrmittel ISBN 3-8085-3018-9
- Berufsgenossenschaftliche Information BGI/GUV-I 781 Sicherheitshinweise für Arbeiten im Gleisbereich von Eisenbahnen, Kapitel 4 Arbeiten in der Nähe von Fahrleitungsanlagen (online auf der Seite der BG Bau)